# Hector, der Ritter ohne Furcht und Tadel
Hector, der Ritter ohne Furcht und Tadel (auch Hector, Ritter ohne Furcht und Tadel) ist eine italienisch-französische Abenteuer-Filmkomödie von Pasquale Festa Campanile aus dem Jahr 1976. Sie ist auf den Hauptdarsteller Bud Spencer zugeschnitten, der den italienischen Volkshelden Ettore Fieramosca (Hector Fieramosca) spielt.

## Handlung
Apulien im Jahr 1504: Auf italienischem Boden tobt ein Krieg zwischen Spanien und Frankreich. Die Franzosen belagern die von den Spaniern gehaltene Festung Barletta. Während die eingeschlossenen Spanier in der Stadt Hunger leiden, halten die Franzosen demonstrativ ein fürstliches Festmahl vor der Stadtmauer ab.
Der Condottiere Hector Fieramosca, ein italienischer Söldnerführer, schließt sich mit seinen Kameraden den Spaniern an, für die der Krieg schon verloren scheint. Durch Hectors Anwesenheit sind die Karten neu gemischt. Von der französischen Tafelrunde provoziert, schnappt Hector sich eines der wenig verbliebenen essbaren Tiere in der Festung – ein Spanferkel (welches das Stadtoberhaupt vor der Bevölkerung versteckt gehalten hatte) –, reitet vor die Stadttore und schleudert es den Franzosen auf die Tafel.
Bei weiteren Händeln läuft ein Söldner von Fieramosca zu den Franzosen über, wird allerdings von ihnen hingerichtet. Hector nimmt daraufhin die drei französischen Ritter gefangen, die die Hinrichtung zu verantworten haben. Daraufhin werden er und seine italienischen Volksgenossen von ihnen zutiefst beleidigt. Das verlangt nach Vergeltung: Zur Lösung des Konflikts wird ein Reitturnier anberaumt, bei dem 13 Franzosen gegen 13 Italiener antreten sollen.
So bleiben Hector drei Tage, um eine schlagkräftige Truppe zusammenzustellen und zu trainieren. Da aber niemand gegen die Franzosen antreten will, muss Hector alte Bekannte überreden oder zwingen mitzukämpfen: Diebe, Betrüger, einen Trunkenbold, einen Spielmann und einen Mönch. Alle werden zu Rittern geschlagen.
An einem Strand kommt es zum Kampf. Die siegessicheren Franzosen scheinen zunächst zu gewinnen, doch mit vielen Tricks und Hectors Schlagkraft, der mehrere Ritter nahezu im Alleingang besiegt, sind die Italiener erfolgreich. Die blamierten Franzosen ziehen ab, die Ehre der Spanier ist dank ihrer italienischen Kampfgenossen wiederhergestellt.

## Synchronisation
Die deutsche Fassung entstand in den Studios der Deutschen Synchronfilm GmbH. Die Dialoge schrieben Karlheinz Brunnemann und Arne Elsholtz. Karlheinz Brunnemann übernahm auch die Regie.
| Darsteller           | Rolle              | Synchronsprecher        |
| -------------------- | ------------------ | ----------------------- |
| Bud Spencer          | Hector Fieramosca  | Martin Hirthe           |
| Enzo Cannavale       | Bracalone          | Gerd Martienzen         |
| Philippe Leroy       | La Motte           | Heinz Petruo            |
| Andréa Ferréol       | Leonora            | Marianne Lutz           |
| Angelo Infanti       | Graiano d’Asti     | Claus Jurichs           |
| Marc Porel           | Herzog von Nemour  | Thomas Danneberg        |
| Gino Pernice         | Fanfulla           | Lothar Blumhagen        |
| Oreste Lionello      | Giovenale          | Friedrich W. Bauschulte |
| Jacques Dufilho      | Mariano von Trani  | Joachim Cadenbach       |
| Mario Scaccia        | Consalvo           | Klaus Miedel            |
| Renzo Palmer         | Ludovico           | Edgar Ott               |
| Mariano Rigulle      | Albimonte          | Arne Elsholtz           |
| Eros Pagni           | Capoccio           | Hans-Werner Bussinger   |
| Mario Pilar          | Salomone           | Manfred Lehmann         |
| Antonio Orlando      | Carellario         | Joachim Tennstedt       |
| Frédéric de Pasquale | Bailar             | Norbert Langer          |
| Franco Agostini      | Romanello da Forli | Joachim Pukaß           |

## Hintergrund
Inhaltlich lehnt sich der Film an die Novelle Ettore Fieramosca (1833, Die Herausforderung von Barletta) des italienischen Schriftstellers Massimo d’Azeglio an. Diese hat wiederum eine Begebenheit während der Italienischen Kriege zum Thema, die sogenannte Disfida di Barletta (1503).
Das Reiterduell am Strand ist eine Parodie auf die Schlachtszenen von Anthony Manns El Cid (1961, mit Charlton Heston und Sophia Loren).
Das Filmbudget von zehn Millionen US-Dollar war für einen Bud-Spencer-Film außergewöhnlich hoch. In Originalgröße wurden Kriegs- und Belagerungsmaschinen nach zeitgenössischen Vorlagen Leonardo da Vincis gebaut. Für die Kulissen wurde die spätmittelalterliche Architektur von Barletta rekonstruiert. 300 Arbeiter, Maurer, Schlosser und Schreiner stampften in 38 Tagen einen Nachbau der Festung aus dem Boden, für den 4.500 Tonnen Material verbaut wurden. Zur Unterbringung der Darsteller, Komparsen und Requisiten entstand zudem eine zweite kleine „Stadt“ um die Filmstadt. Die Ausstattung übernahm mit Pier Luigi Pizzi einer der renommiertesten italienischen Bühnen- und Kostümbildner.

## Veröffentlichung
Hector, der Ritter ohne Furcht und Tadel entstand 1975 und erlebte am 19. Februar 1976 seine italienische Premiere. In der Bundesrepublik Deutschland wurde der Film erstmals am 19. Mai 1976 aufgeführt. Der Film erschien am 3. März 2005 bei Paramount auf DVD.

## Kritiken
Das Lexikon des internationalen Films befand: „Mit einigem Aufwand an Material und Komparsen inszenierte Bud-Spencer-Klamotte.“

## Besucherzahlen Deutschland
Laut chartsurfer.de sahen den Film in Deutschland 1.800.000 Besucher.